# Rudolf Machenschalk
Rudolf Machenschalk (* 8. November 1928 in Reutte in Tirol; † 20. September 2005 in Igls bei Innsbruck) war ein österreichischer Manager und langjähriger Chef der Plansee AG.

## Leben
Machenschalk studierte von 1947 bis 1953 Technische Chemie an der TU Wien und promovierte an der TU Graz. Er arbeitete sich vom Ferienpraktikanten bei den Planseewerken in Reutte hoch bis zum Vorstandsvorsitzenden.
Rudolf Machenschalk baute aus einem Tiroler mittelständischen Unternehmen einen weltumspannenden Industriekonzern, der mit 52 Unternehmen weltweit präsent ist. 1996 gab er den Vorstandsvorsitz ab und übernahm den Vorsitz im Aufsichtsrat. Er war auch in zahlreichen Aufsichtsräten vertreten, wie bei der ÖIAG, der voestalpine AG, dem Forschungszentrum Seibersdorf, der deutschen VIAG oder der Tilak.
Über sein Fachgebiet, die Pulvermetallurgie, hat Machenschalk mehr als 50 Publikationen und Patente veröffentlicht. Er wurde am 19. November 2003 mit dem Großen Goldenen Ehrenzeichen für Verdienste um die Republik Österreich ausgezeichnet und war Ehrenbürger seiner Heimatgemeinde Reutte.
Rudolf Machenschalk starb am 20. September 2005 nach langer schwerer Krankheit.